# Neujahrskonzert der Wiener Philharmoniker 1981

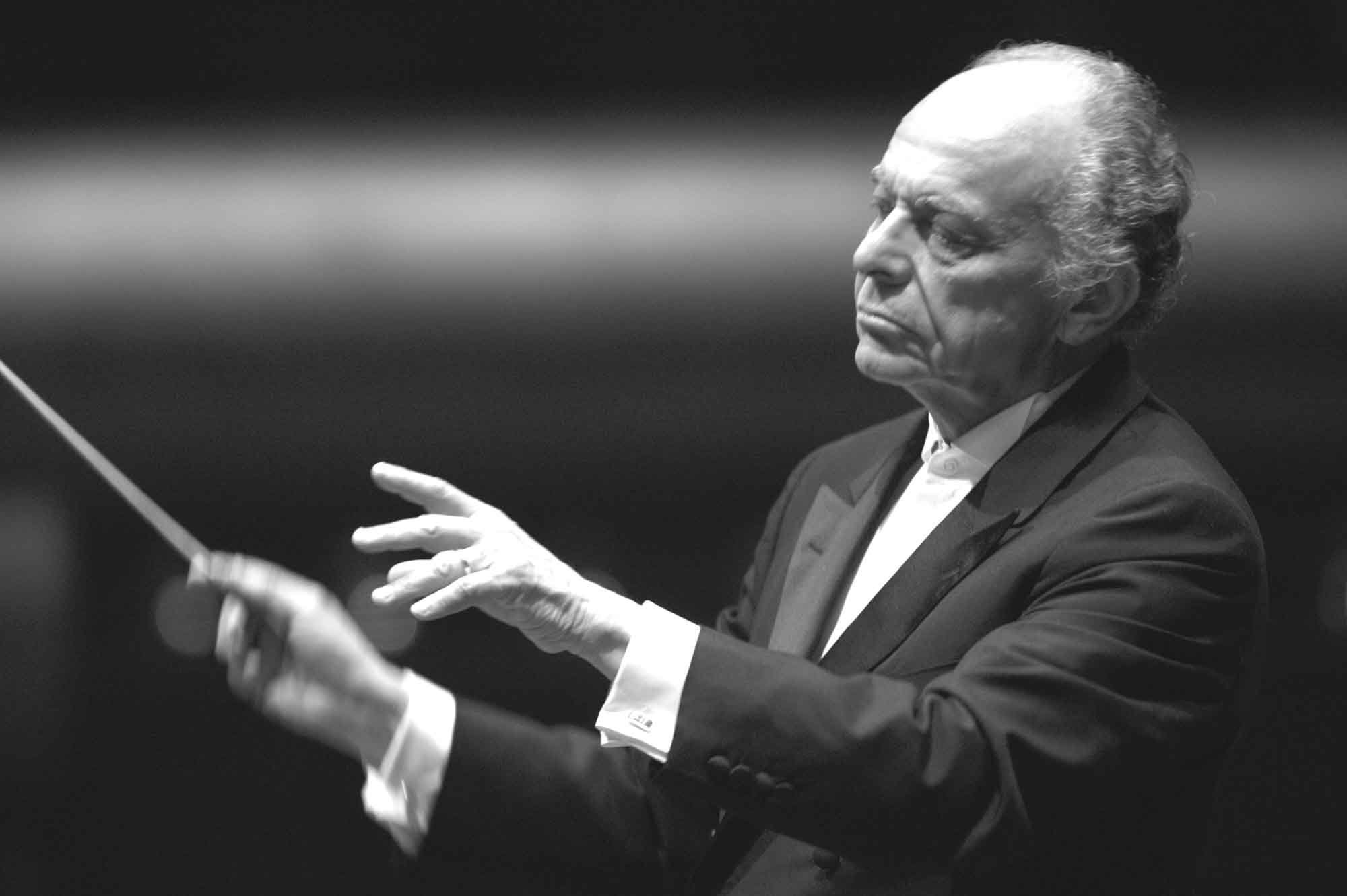
Lorin Maazel (2006)

Das Neujahrskonzert der Wiener Philharmoniker 1981 war das 41. Neujahrskonzert der Wiener Philharmoniker und fand am 1. Jänner 1981 im Wiener Musikverein statt. Dirigent war erneut, zum nunmehr zweiten Mal, Lorin Maazel, der bereits das vergangene Neujahrskonzert 1980 in direkter Nachfolge des legendären Willi Boskovsky leitete. Er leitete in dieser Folge noch die Neujahrskonzerte 1982 bis 1986, für das danach folgende Konzert, das von 1987 und folgend alle weiteren Konzerte bis heute, entschieden sich die Wiener Philharmoniker, alljährlich einen wechselnden Dirigenten auszuwählen und ihn einzuladen.
Einzelne Musikstücke wurden wieder mit Ballettaufnahmen unterlegt. Es tanzten Mitglieder des Balletts der Staatsoper Wien, die Choreographie übernahm wieder Ballettmeisterin Gerlinde Dill.
Die Bildregie der Fernsehübertragung für den zweiten Teil hatte erneut Hugo Käch. Übertragen wurde es in folgende Staaten (alphabetisch): Belgien, Bundesrepublik Deutschland, Dänemark, Finnland, Frankreich, Hongkong, Irland, Island, Italien, Japan, Jordanien, Jugoslawien, (Süd-)Korea, Luxemburg, Mexiko. die Niederlande, Norwegen, Portugal, Rumänien, Schweden, die Schweiz, Singapur, Spanien, Südafrika, Ungarn und die USA, mithin in 26 Staaten weltweit.
Die Vinyl-LPs des Konzert-Mitschnitts, erheblich gekürzt und auch umgestellt im Programm, erschienen 1981 unter dem Label Deutsche Grammophon bei Polydor.

## Programm

### 1. Teil
1. Johann Strauss (Sohn): Einzugsmarsch aus der Operette Der Zigeunerbaron, o. op.
2. Johann Strauss (Sohn): Accelerationen, Walzer, op. 234
3. Johann Strauss (Vater): Seufzer-Galopp, op. 9 (Bearbeitung: Max Schönherr)
4. Josef Strauss: Ohne Sorgen, Polka schnell, op. 271
5. Josef Strauss: Transactionen, Walzer, op. 184
6. Johann Strauss (Sohn): Stürmisch in Lieb’ und Tanz, Polka schnell, op. 393

### 2. Teil
1. Johann Strauss (Sohn): Ouvertüre zur Operette Waldmeister
2. Josef Strauss: Frauenherz, Polka mazur, op. 166
3. Johann Strauss (Sohn): Egyptischer Marsch, op. 335
4. Johann Strauss (Sohn): Rosen aus dem Süden, Walzer, op. 388
5. Johann Strauss (Sohn): Tritsch-Tratsch, Polka schnell (sic)*, op. 214
6. Johann Strauss (Sohn) und Josef Strauss: Pizzicato-Polka
7. Johann Strauss (Sohn): Frühlingsstimmen, Walzer, op. 410
8. Johann Strauss (Sohn): Explosions-Polka, Polka schnell (sic)*, op. 43 (Bearbeitung: Max Schönherr)

### Zugaben
1. Johann Strauss (Sohn): Leichtes Blut, Polka schnell, op. 319
2. Johann Strauss (Sohn): An der schönen blauen Donau, Walzer, op. 314
3. Johann Strauss (Vater): Radetzky-Marsch, op. 228

Werkliste und Reihenfolge sind der Website der Wiener Philharmoniker entnommen. Es standen keine Werke auf dem Programm dieses Neujahrskonzertes, die erstmals in diesem Rahmen aufgeführt wurden.
* Weder die Polka Tritsch-tratsch noch die Explosions-Polka sind eine Polka schnell (Schnellpolka) im eigentlichen Sinn, diese Bezeichnung wird von Johann Strauss (Sohn) erst ab op. 281 (Vergnügungszug (Polka schnell)) gebraucht.

## Besetzung (Auswahl)
- Lorin Maazel, Dirigent
- Wiener Philharmoniker